# Visselhökgök
Visselhökgök (Hierococcyx nisicolor) är en asiatisk fågel i familjen gökar inom ordningen gökfåglar.

## Utseende och läten
Visselhökgök är en rätt liten (28-30 cm) hökgök. Ovansidan är skiffergrå med brunaktiga vingar, undersidan vitaktig med bleka rostbruna streck. På den grå- och svartbandade stjärten med brett svart subterminalt band och rostfärgad spets är det näst yttersta bandet karakteristiskt smalast. På huvudet syns gråsvart hjässa och nacke, gul ögonring, vit mustasch och vitt ovanför tygeln samt en liten gul näbb med svart spets.
Fågeln är mycket lik både nordlig hökgök (H. hyperythrus) och malajhökgök (H. fugax), men skiljer sig på bröstteckning, rostbeige axillarer samt kortare vinge än hyperythrus och kortare näbb än fugax. Även lätet skiljer sig, ett gällt och pipigt rop som i engelsk litteratur återges "gee-whiz".

## Utbredning och systematik
Fågeln förekommer från Nepal och östra Himalaya till Myanmar, Thailand och Hainan. Möjligen är den bara en sällsynt gäst i Nepal. Vintertid förekommer den söderut till Stora Sundaöarna. Den behandlas som monotypisk, det vill säga att den inte delas in i några underarter.
Tidigare betraktades den vanligen som en underart till H. fugax (tillsammans med taxonen hyperythrus och ibland pectoralis), men urskiljs nu som egen art. Visselhökgök har också liksom andra i släktet Hierococcyx istället placerats i Cuculus. 

## Levnadssätt
Visselhökgöken häckar i städsegrön lövskog på mellan 600 och 1800 meters höjd i Indien, i Burma upp till 1000 meter. Den ses även i ungskog, bambusnår, plantage och bland tallar. Liksom andra hökgökar har den en förkärlek för fjärilslarver, men tar även andra insekter som cikador, syrsor och broddmask samt frukt och bär. Fågeln häckar åtminstone mellan maj och september i nordöstra Indien, medan ungfåglar har noterats i norra Thailand mellan juni och augusti. Den är en boparasit som lägger ägg i andra fåglars bon, bland annat mindre kortvinge och mindre niltava.

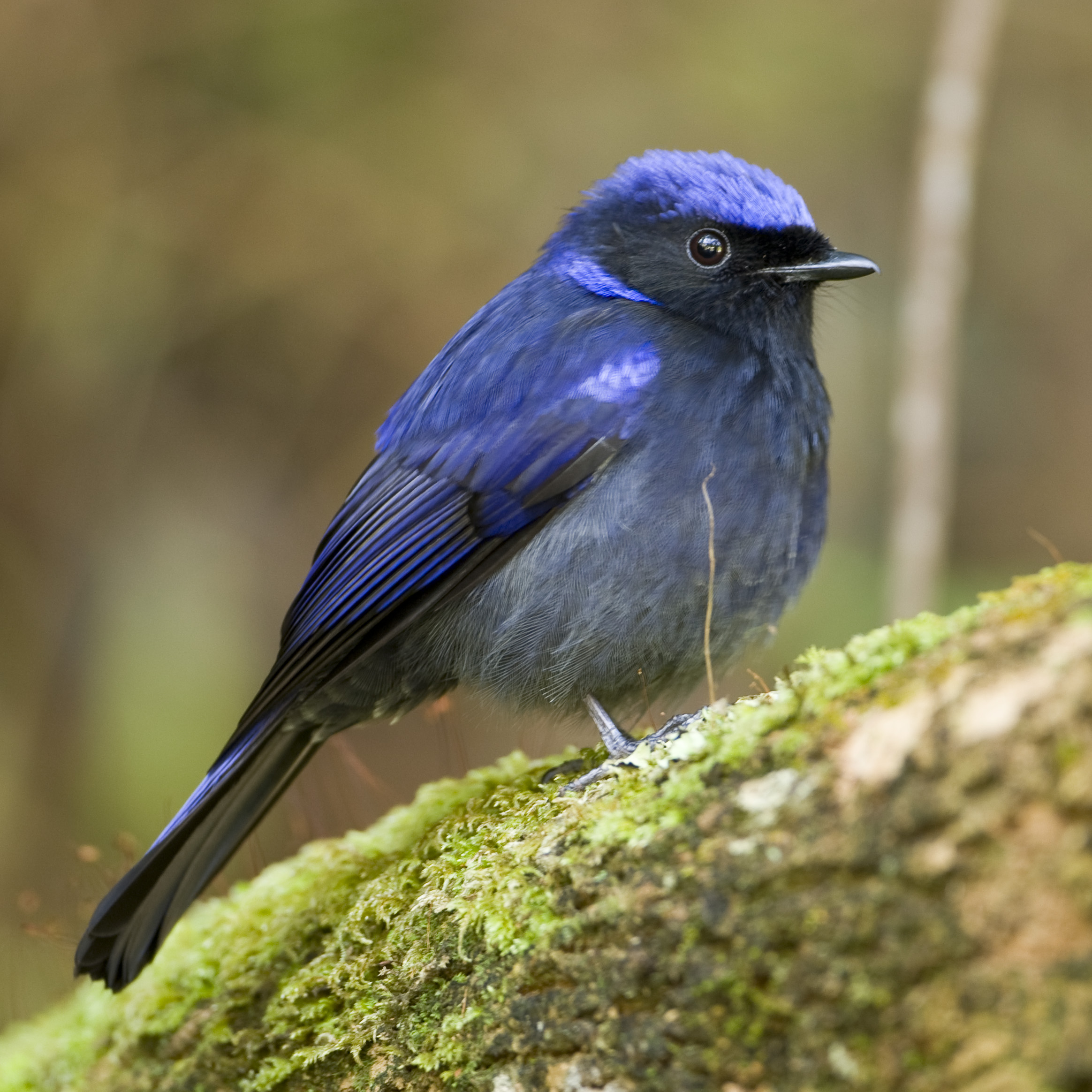
Mindre niltava, en av arterna i vars bon visselhökgöken lägger sina ägg.

## Status och hot
Arten har ett stort utbredningsområde och en stor population, men tros minska i antal, dock inte tillräckligt kraftigt för att den ska betraktas som hotad. Internationella naturvårdsunionen IUCN kategoriserar därför arten som livskraftig (LC). Världspopulationen har inte uppskattats men den beskrivs som ovanlig till sällsynt i hela utbredningsområdet.